# BMW F20
Der BMW 1er ist ein Fahrzeug der Kompaktklasse von BMW und das Einstiegsmodell des Automobilherstellers. Unternehmensintern werden die Bezeichnungen F20 für die fünftürige und F21 für die dreitürige Variante benutzt. Die 1er-Reihe stellt den  Nachfolger der Baureihe E87 dar. Der Wagen hat Hinterradantrieb, was in diesem Segment selten vorkommt. Die offizielle Vorstellung des fünftürigen F20 fand am 5. Juni 2011 statt; der Verkauf startete am 17. September 2011. Der dreitürige F21 folgte im September 2012.
Ende Februar 2017 brachte BMW in China die Stufenheck-Limousine F52 der 1er-Reihe in den Handel. Im Gegensatz zur Schrägheck-Variante basiert diese wie die zweite Generation des X1 auf der BMW-UKL2-Plattform und wird daher serienmäßig mit Vorderradantrieb angeboten.
Die Produktion des F20 lief Ende Juni 2019 aus. Der Nachfolger mit der Bezeichnung F40 war am 27. Mai 2019 präsentiert worden und kam im September 2019 auf den Markt.

## Modellgeschichte

### Allgemeines
Als erstes Modell der Baureihe kam der fünftürige F20 mit Schrägheck auf den Markt, dessen öffentliche Premiere auf der IAA 2011 stattfand. Das Design stammt von Nico Huet. Der dreitürige F21, der auf der AMI 2012 in Leipzig erstmals öffentlich gezeigt wurde, folgte im September 2012. Die Plattform teilt sich der zweite 1er mit dem seit Anfang 2012 verkauften BMW 3er (F30). Unter der Bezeichnung „1er“ führt BMW seit dieser Neuauflage nur noch die Schräghecklimousinen. Das Coupé (E82) und Cabrio (E88) der vorigen Generation wurden ab Frühjahr 2014 durch die 2er-Reihe abgelöst.
Die Fahrzeuge werden im BMW-Werk Regensburg und seit März 2012 auch im BMW-Werk Leipzig gefertigt. Bis zum Produktionsende 2019 wurden insgesamt 1.248.737 1er-F20 ausgeliefert.

### Produktionszeiträume
- Fünftürer (F20): Juni 2011 bis Juni 2019
- Dreitürer (F21): Juli 2012 bis Juni 2019

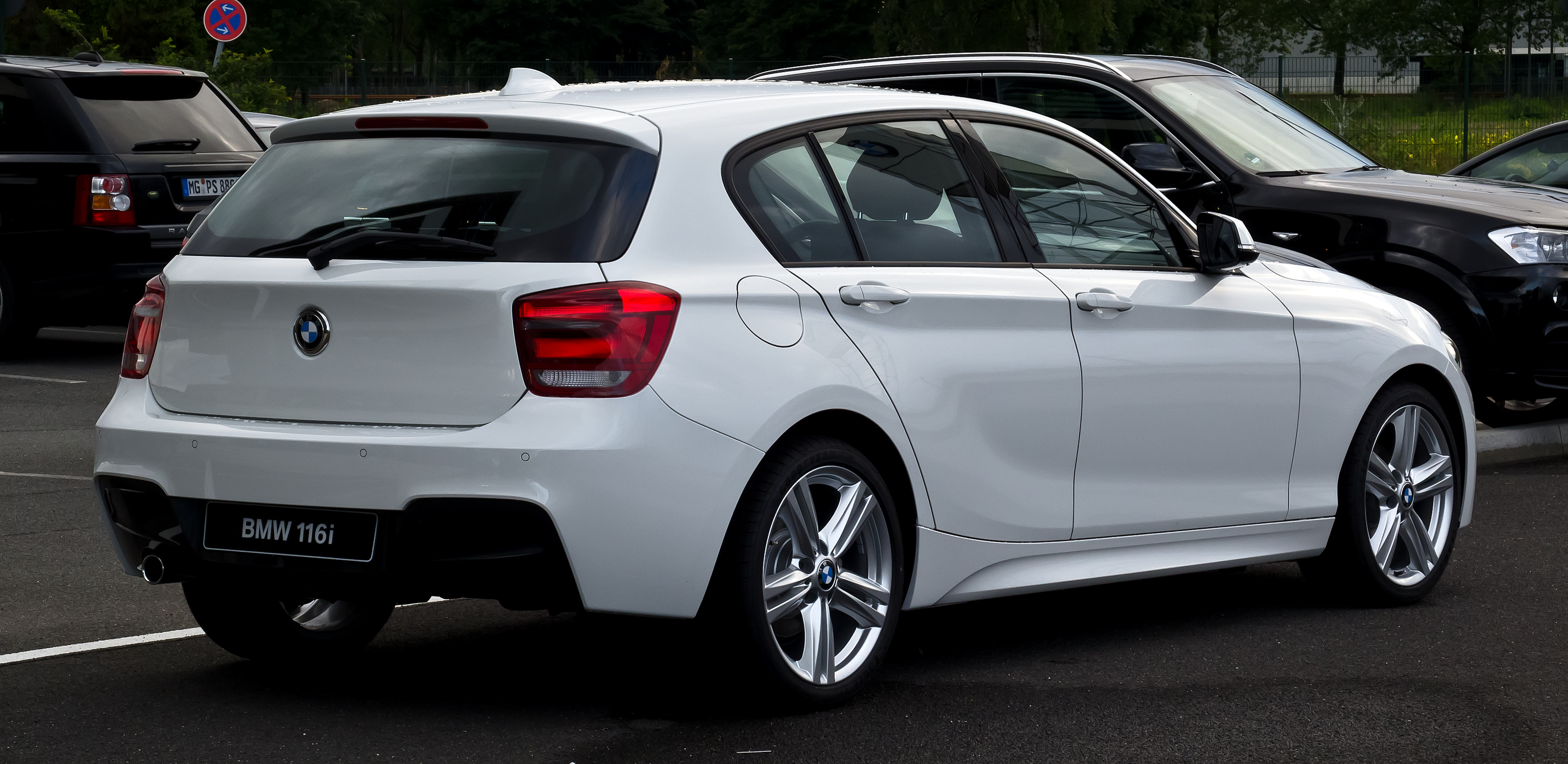
Heckansicht bis zur Modellpflege 2015
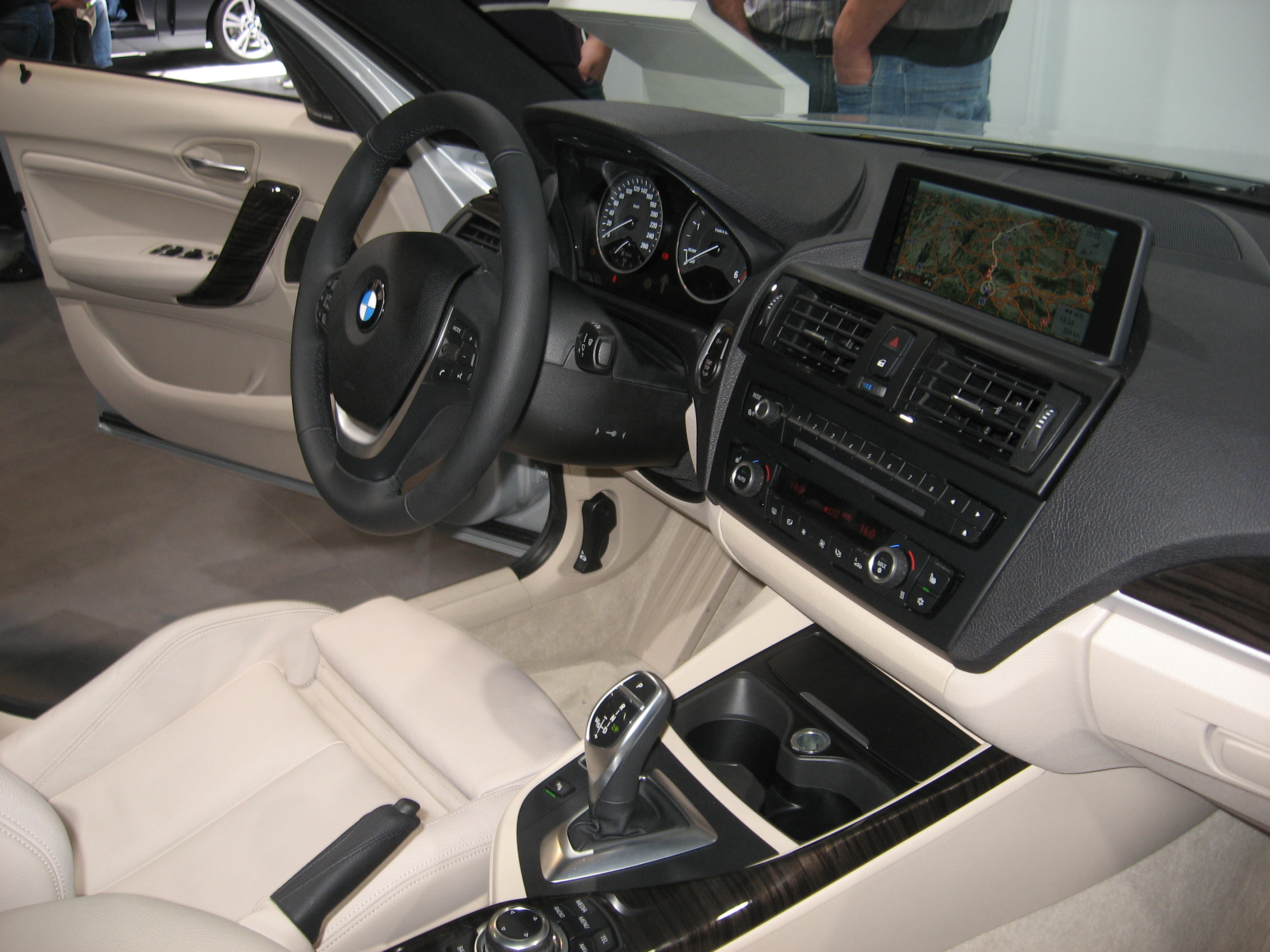
Innenraum
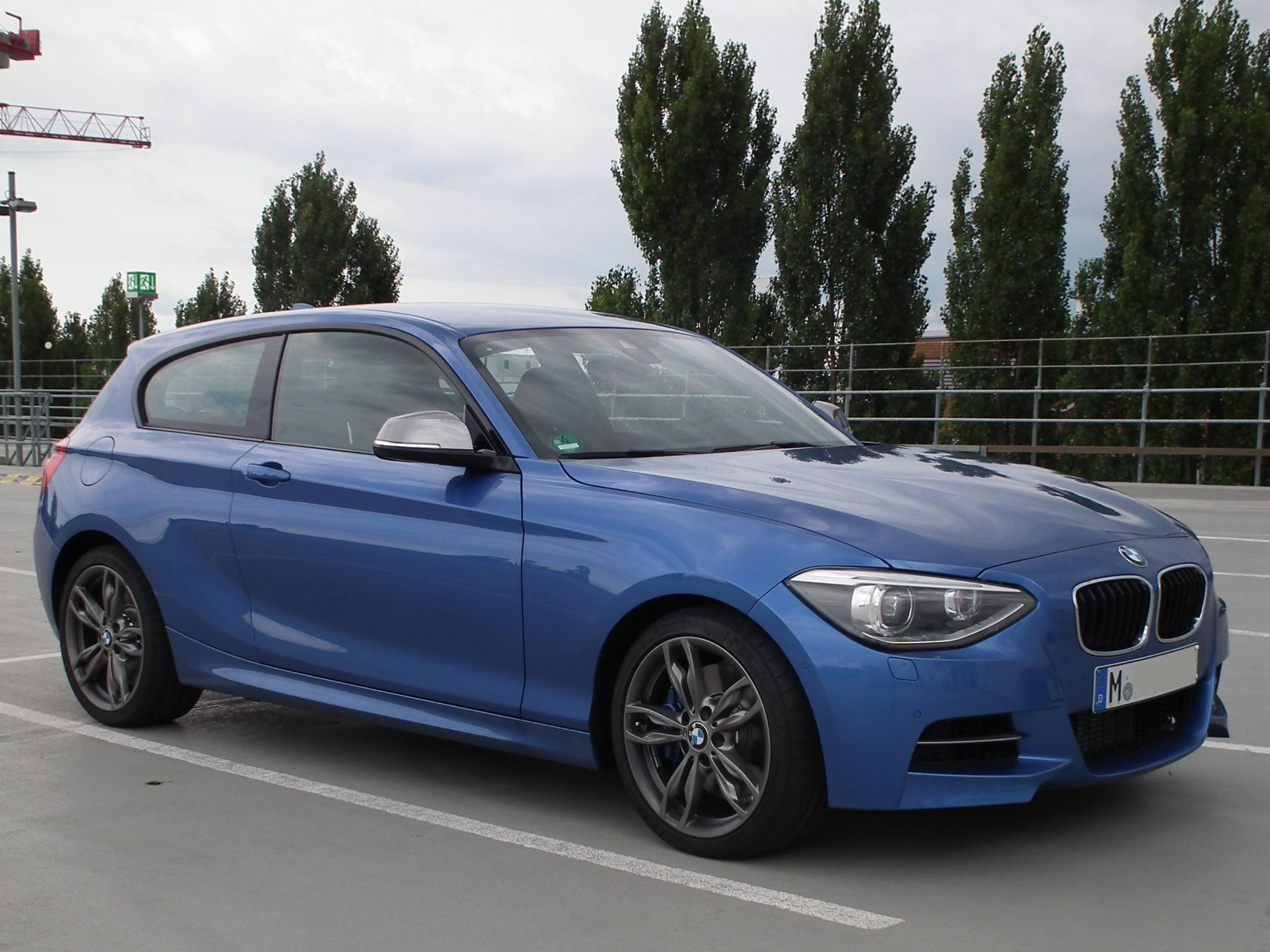
BMW M135i (2012–2015)
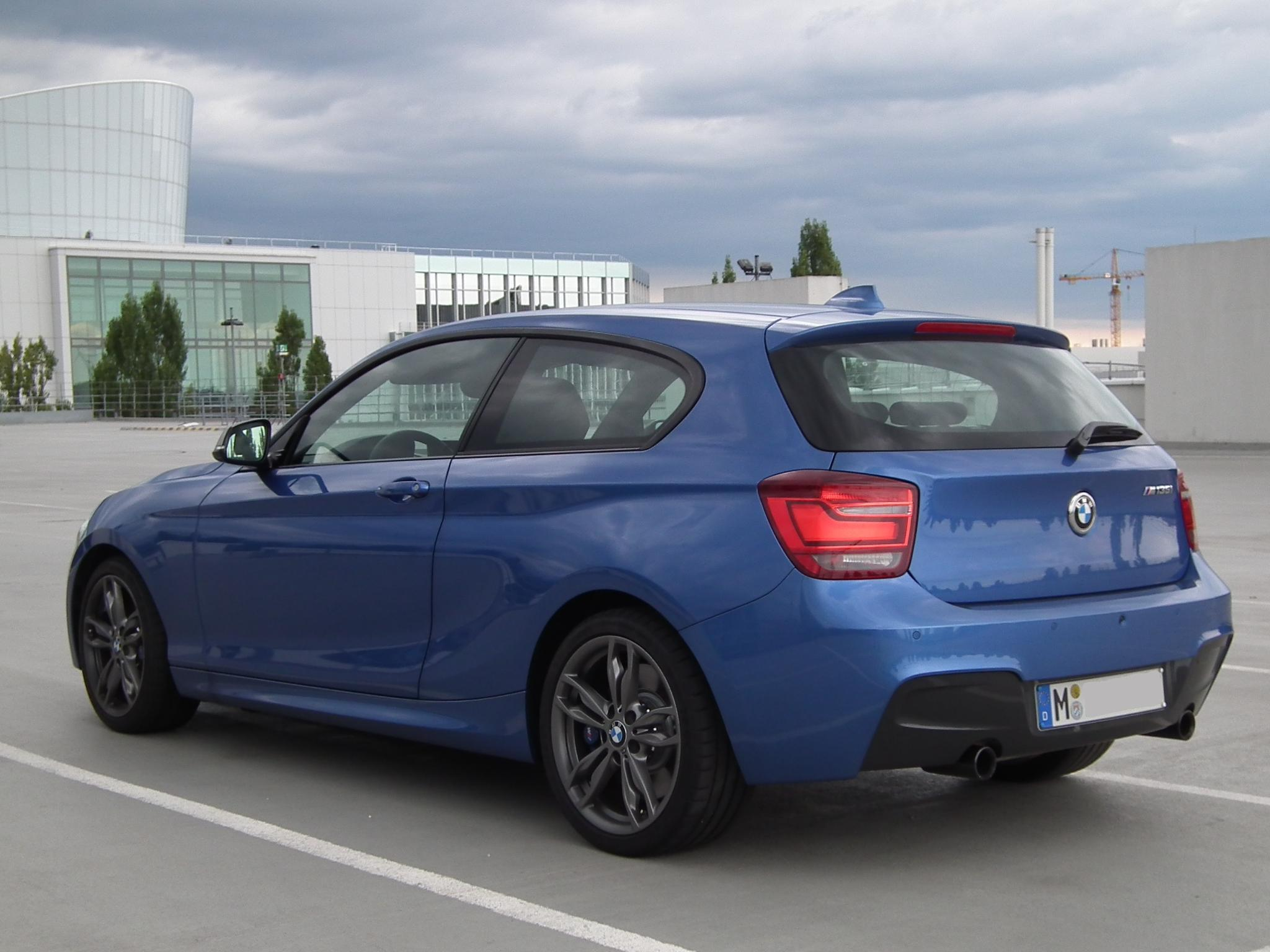
Heckansicht Vorfacelift

### Wesentliche Unterschiede zum Vorgänger
- Bereits bei der Markteinführung waren zwei Ausstattungslinien (Sport Line und Urban Line) verfügbar.
- Die neuen Vierzylinder-Ottomotoren haben nun einen Turbolader. Der Hubraum wurde auf 1,6 Liter verkleinert.
- Das 6-Stufen-Automatikgetriebe wird durch das achtstufige Automatikgetriebe ZF-8HP von ZF Friedrichshafen ersetzt (Sonderausstattung).
- Das iDrive-System ist nun auch ohne Navigationssystem verfügbar (Radio Professional, Sonderausstattung bis zur ersten Modellpflege). Seit dem Facelift gehört das Radio „Professional“ zur Grundausstattung.
- Zum ersten Mal bei einem BMW-Pkw sitzen die Seitenblinker in den Gehäusen der Außenspiegel.
- Es gibt einen Eco-Pro-Modus, welcher den Fahrer unterstützt, Treibstoff zu sparen.
- Assistenten wie der Parkassistent, Spurverlassungswarnung, Auffahrwarner, Rückfahrkamera und Speed Limit Info sind beim 1er als Sonderausstattungen verfügbar (bekannt vom 5er BMW).
- Der F20 erhält als erstes BMW-Modell die ConnectedDrive-Erweiterung Real-Time Traffic Information (RTTI). Dieser Online-Verkehrslagedienst nutzt anonymisierte Handy-Bewegungsdaten für Ermittlung des Verkehrsflusses für optimierte Routenberechnungen. Neben Autobahnen werden damit auch Land- und Innerortsstraßen abgedeckt. Das Prinzip gleicht dem konkurrierenden System TomTom Traffic.

### Abmessungen
Mit einer Länge von 4324 mm ist der 1er gegenüber seinem Vorgänger um 85 mm gewachsen. Der Radstand wurde um 30 mm vergrößert und die Spurweite um 51 mm (vorne) bzw. um 72 mm (hinten).
Die Vergrößerung kommt Passagieren auf der Rückbank zugute (Beinfreiheit dort: +21 mm).
| Länge                       | 4324 mm    | 4324 mm    |
| Radstand                    | 2690 mm    | 2690 mm    |
| Breite (inkl. Außenspiegel) | 1984 mm    | 1984 mm    |
| Höhe                        | 1421 mm    | 1421 mm    |
| Kofferraum                  | 360–1200 l | 360–1200 l |

Der Tank fasst 52 Liter.

### Modellpflege
Im Januar 2015 wurde die überarbeitete Ausführung des 1ers präsentiert, die am 28. März 2015 offiziell in den Verkauf gelangte.
Sowohl die BMW-Niere als auch die Lufteinlässe wurden größer und bekamen eine neue Form. Die Scheinwerfer wurden flacher und haben serienmäßig LED-Tagfahrlicht; optional gibt es sie erstmals in Voll-LED-Ausführung. Am Heck wurden u. a. die Rückleuchten und Heckklappe überarbeitet. So kommen jetzt zweiteilige LED-Rückleuchten zum Einsatz, die in der BMW-typischen L-Form angeordnet sind.
Den oberen Teil der Mittelkonsole versah BMW mit verchromten Zierrahmen um die Bedienkonsolen für Radio und Klimaanlage. Die Serienausstattung wurde zudem um weitere Assistenzsysteme ergänzt, unter anderem  Regensensor, Klimaautomatik, das Radio BMW Professional mit iDrive-Controller und 6,5-Zoll-Display sowie eine für jeden Reifen getrennte Druckanzeige. Neue Ausstattungspakete bieten Möglichkeiten zur Individualisierung. Neu ist auch ein optionales Fahrerassistenzsystem: Eine radarbasierte aktive Geschwindigkeitsregelung mit Stopp-Start-System passt sich dem vorausfahrenden Verkehr an. Des Weiteren beherrscht der Parkassistent auch das Quereinparken.
Erstmals bot BMW die schwächeren Versionen mit einem Dreizylindermotor an: Der turbogeladene Ottomotor des 116i leistet 80 kW (109 PS), als 118i  bis zu 100 kW (136 PS), dessen maximales Drehmoment liegt bei 220 Newtonmetern. Mit den Modellen 116d und 116d Efficient Dynamics stehen weiterhin Dreizylinder-Diesel im Angebot. Beide leisten bis zu 85 kW (116 PS) bei maximal 270 Newtonmetern Drehmoment. Der Kraftstoffverbrauch des 116d Efficient Dynamics wird mit 3,8 Litern angegeben und hat mit 195 km/h eine um 5 km/h reduzierte Höchstgeschwindigkeit.
Bei allen anderen Motoren wurde die Leistung erhöht und der Verbrauch sowie Schadstoffausstoß gemindert.

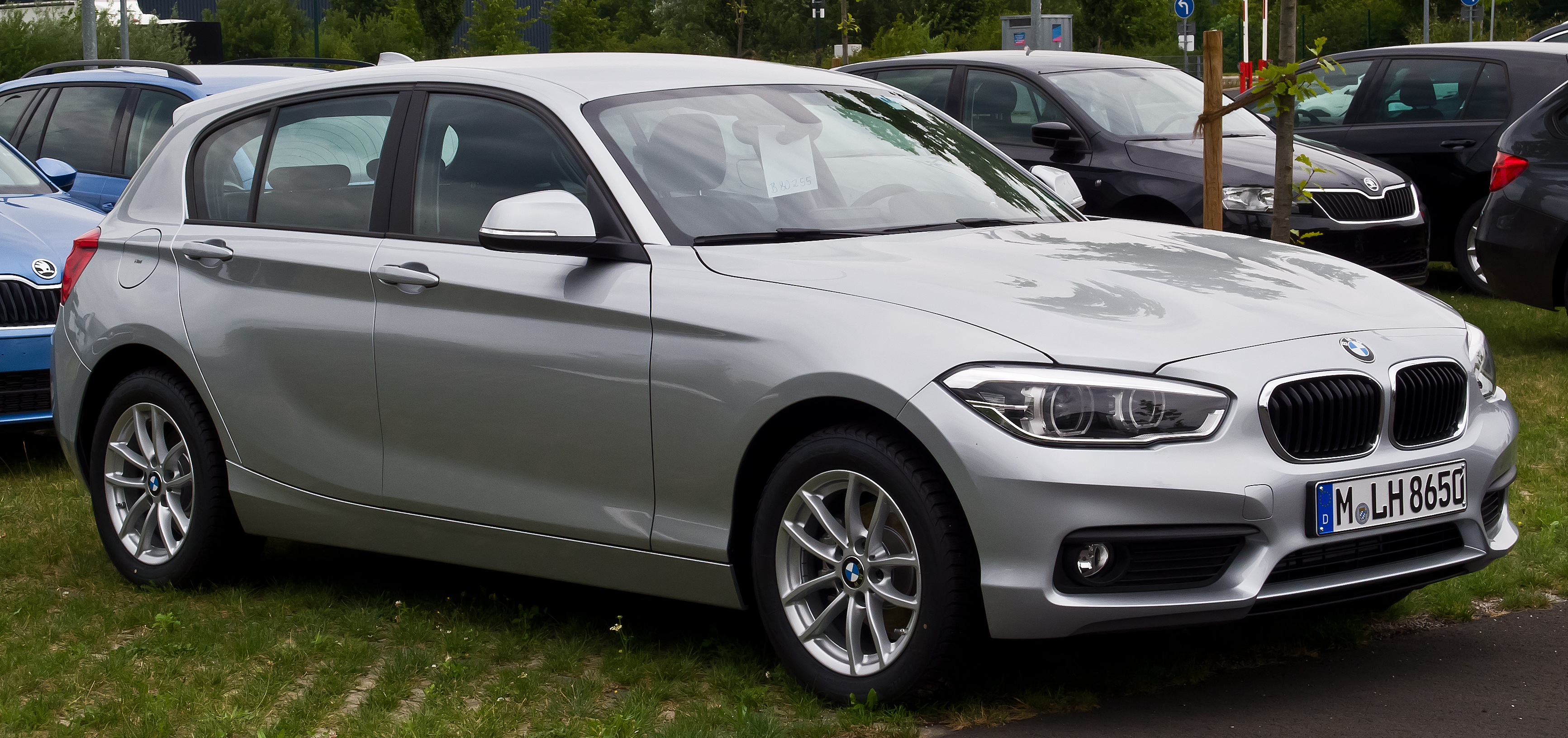
BMW 116i (2015–2019)
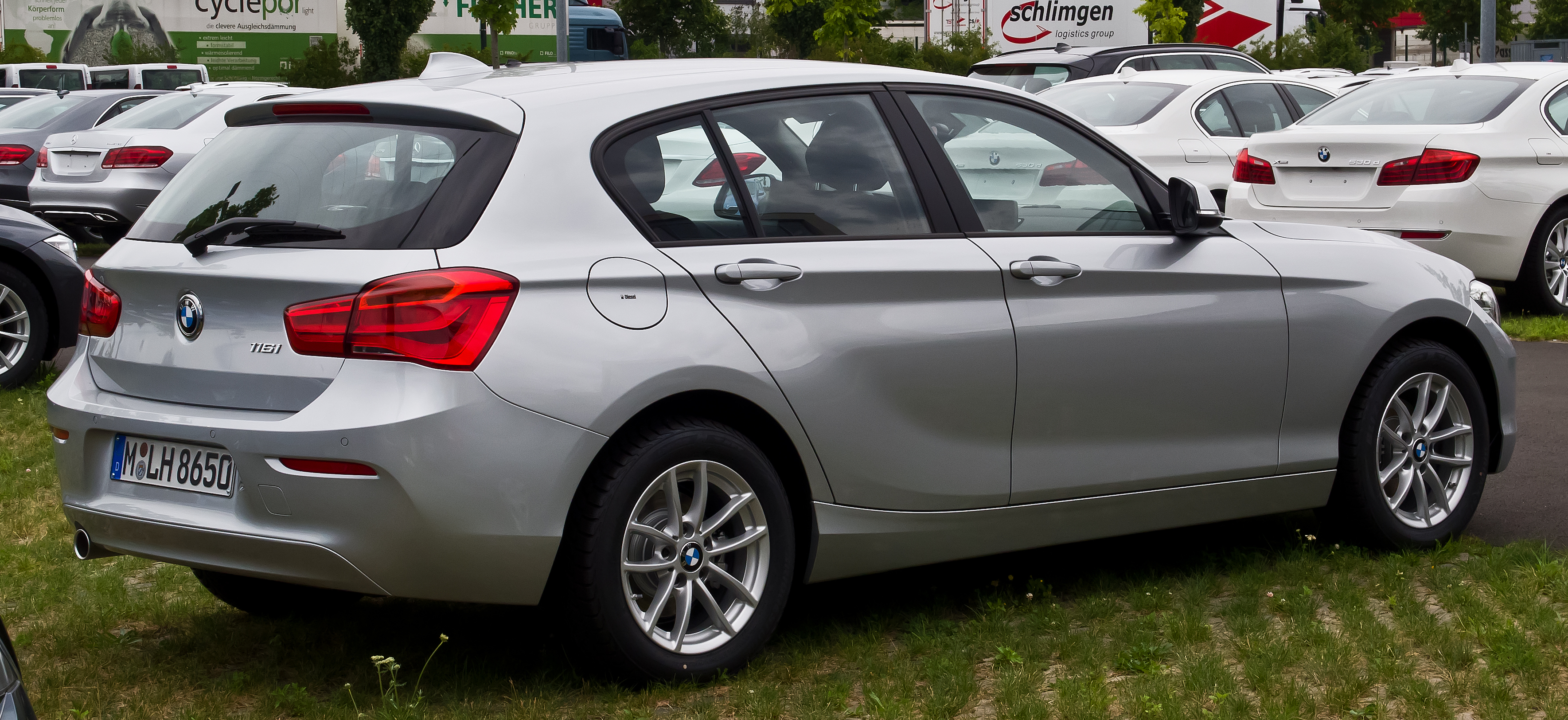
Heckansicht
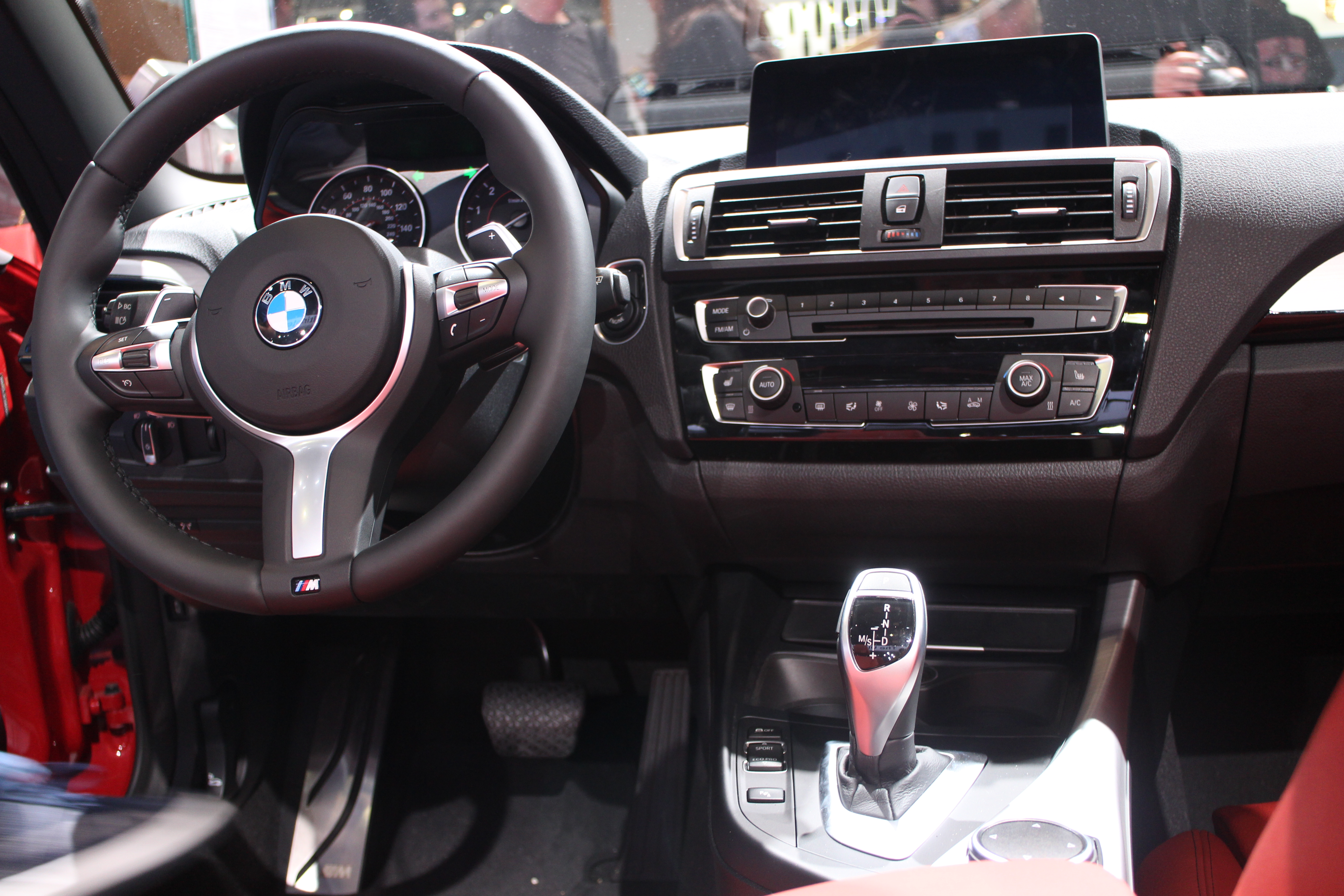
Armaturenbrett, mit Sportlenkrad
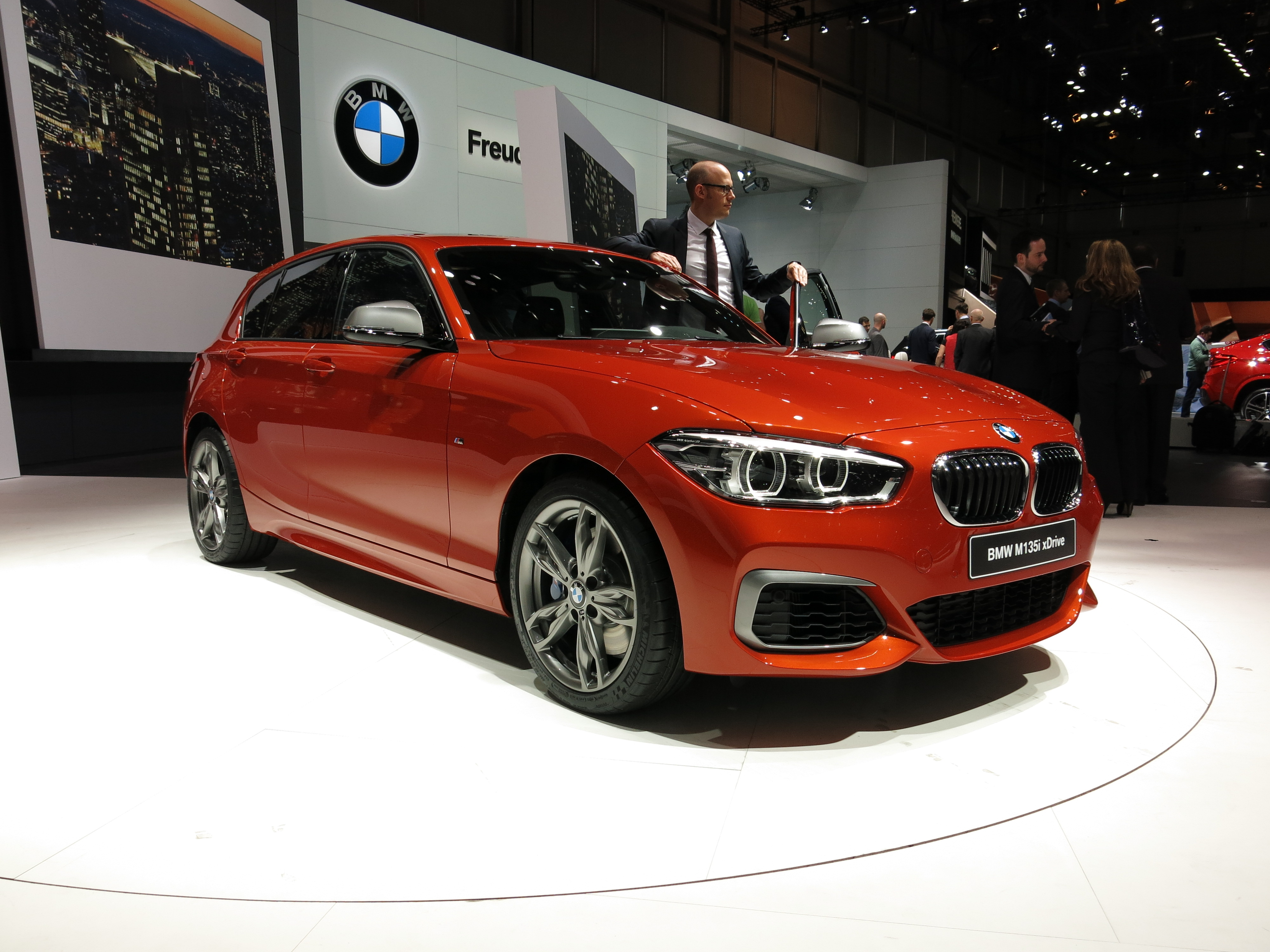
BMW M135i (2015–2016)

Zum Modelljahr 2017 gab es Überarbeitungen im Innenraum.

## Ausstattung
Wahlweise zur Grundausstattung sind die beiden Ausstattungslinien Sport Line und Urban Line erhältlich.

### Außenlackierungen
Zur Markteinführung standen drei Uni- und fünf Metallicfarbtöne zur Wahl.
Uni-Lacktöne:
| Alpinweiß | Karmesinrot (spätestens 2018 nicht mehr verfügbar, siehe BMW-Konfigurator) | Schwarz |

Metallic-Lacktöne:
| Mineralweiß (seit 11/2011)            | Glaciersilber                | Saphirschwarz | Tiefseeblau (spätestens 2018 nicht mehr verfügbar, siehe BMW-Konfigurator)               | Mediterran-blau          | Midnight Blue (spätestens 2018 nicht mehr verfügbar, siehe BMW-Konfigurator)                  | Mineralgrau                       |                                                      |
| Valencia Orange (11/2011 bis 06/2017) | Sunset Orange (seit 07/2017) | Melbourne Rot | Liquid Blue (seit 11/2011; spätestens 2018 nicht mehr verfügbar, siehe BMW-Konfigurator) | Seaside Blue (seit 2018) | Sparkling Bronze (seit 03/2012, spätestens 2018 nicht mehr verfügbar, siehe BMW-Konfigurator) | Sparkling Brown (mind. seit 2018) | Estoril Blue (seit 03/2012, nur für Sport-Versionen) |

## Technik

### Fahrzeugabstimmung
Über einen Fahrerlebnisschalter auf der Mittelkonsole kann Motorcharakteristik, Fahrstabilitätsregelung, Kennlinie der Lenkung und das Schaltprogramm sowie die Schaltdynamik des Automatikgetriebes verändert werden. Es stehen dabei die Modi Comfort, Sport und Eco Pro zur Verfügung. In Verbindung mit bestimmten Sonderausstattungen gibt es auch einen Sport+-Modus.
Bei Fahrzeugen, die mit dem Navigationssystem Professional oder der Sportline Ausstattung ausgestattet sind, können im Display der Mittelkonsole die aktuell abgerufenen Motorleistungs- und Drehmomentwerte angezeigt werden.

### Lenkung, Fahrwerk und Bremsen
In allen Versionen ist eine elektromechanische Servolenkung serienmäßig. Optional wird eine Servotronic (geschwindigkeitsabhängige Lenkunterstützung) oder eine variable Sportlenkung angeboten. Die Gesamtübersetzung der Lenkung beträgt 15,0 : 1.
Die Vorderradaufhängung besteht aus MacPherson-Federbeinen mit je zwei nebeneinander am Radträger angelenkten Querlenkern in Aluminiumleichtbauweise (Doppelgelenk-Zugstrebenachse). Die Hinterachse besteht (je Seite) aus fünf Lenkern in Stahlleichtbauweise und einem elastisch gelagerten Hilfsrahmen.
Serienmäßig haben alle Modelle Hinterradantrieb. Wahlweise ist für den 120d und den M135i seit September 2012 das Allradantriebssystem BMW xDrive verfügbar.
Die Bremsanlage arbeitet vorne mit innenbelüfteten Einkolben-Faustsattel-Scheibenbremsen. Hinten sind ebenfalls Einkolben-Faustsattel-Scheibenbremsen eingebaut. Der F20 hat eine Rekuperationsbremse: Die Batterie wird durch den Generator überwiegend im Brems- und Schubbetrieb aufgeladen.

### Optionales 8-Stufen-Automatikgetriebe
BMW bietet als Wahlmöglichkeit eine Achtstufen-Automatik anstelle der Handschaltung an. Durch die hohe Spreizung der Gänge wurden das Drehzahlniveau und der Innengeräuschpegel bei hohen Geschwindigkeiten abgesenkt. Trotz der Erhöhung von sechs auf acht Stufen der ZF-8HP-Automatik konnte auf zusätzliche Bauteile verzichtet werden. Gewicht und Abmessungen stiegen im Vergleich zum ZF-6HP-Automatikgetriebe nur leicht an. Die Achtstufen-Automatik kann Schaltstufen überspringen, sie kann also bei entsprechender Fahrsituation von der achten in die zweite Stufe schalten und muss dabei nur eine Kupplung öffnen. Das Getriebe wird von ZF Friedrichshafen hergestellt. Es ist nicht für den 116d EfficientDynamics Edition, den 114i und 114d verfügbar.

### Multimedia
Serienmäßig ist der 1er mit Radio mit Bluetooth, sechs Lautsprechern und Aux-In-Anschluss ausgestattet. Ein CD-Laufwerk ist optional erhältlich.
Ein DVD-Wechsler, ein DAB-Empfänger oder ein Harman-Kardon-Lautsprechersystem mit 12 Lautsprechern und einer Leistung von 360 Watt sind erhältlich. Zusammen mit einem Navigationssystem oder dem Radio Professional gibt es das Bediensystem iDrive. Es hat einen hochauflösenden Bildschirm mit 6,5 Zoll oder 8,8 Zoll Diagonale an der Armaturentafel. Seit der Modellpflege im Jahre 2015 ist das Radio „Professional“ serienmäßig, und somit auch das iDrive.
Mit der Sonderausstattung BMW Apps können Besitzer eines iPhone unter anderem Webradio-Stationen empfangen sowie Facebook- und Twitter-Einträge auf dem Bordmonitor anzeigen. Zudem ist ein vollwertiger Internetzugang vorhanden.

## Sicherheit
Die BMW F20 haben Antiblockiersystem (ABS) mit Bremsassistent und Cornering Brake Control, 3-Punkt-Sicherheitsgurte an allen fünf Sitzplätzen, die vorderen beiden mit Gurtstraffer und Gurtkraftbegrenzer, eine Fahrdynamikregelung (Electronic Stability Control, ESP) mit Antriebsschlupfregelung (bei BMW Dynamische Stabilitäts-Control, DSC bzw. Dynamische Traktions-Control, DTC genannt), ferner sechs Airbags (Fahrer-/Beifahrer, zwei Seitenairbags und durchgehende Kopfairbags). Zur besseren Erkennbarkeit von sehr starken Bremsungen beginnen die Bremsleuchten dabei zu blinken.
Kindersitze lassen sich an der Rückbank nur auf den Außensitzen sicher befestigen. Dort sind auch Isofix-Halterungen vorhanden. Für den Beifahrersitz ist ein abschaltbarer Airbag serienmäßig vorhanden.
Gegen Aufpreis ist eine Spurverlassenswarnung und ein Auffahrwarner erhältlich. Dabei erfolgen allerdings keine Eingriffe in das Fahrgeschehen (Gegenlenken oder Abbremsen).
Im EuroNCAP-Crashtest erhielt das Fahrzeug 2011 fünf Sterne. Die Teilwertungen sind 91 % im Insassenschutz, 83 % bei der Kindersicherheit, 63 % beim Fußgängerschutz und 86 % bei der aktiven Sicherheit.

## Motorisierungen
Im März 2012 kam der 116d EfficientDynamics Edition in die Motorenpalette. Dieses Modell unterschreitet durch zusätzliche verbrauchsreduzierende Maßnahmen als erstes BMW-Automobil eine CO2-Emission von 100 g/km im ECE-Fahrzyklus. Ab September 2012 waren der 114i sowie der M135i erhältlich. Der M135i (bzw. danach der M140i) sowie der 120d sind seit November 2012 auch mit dem Allradsystem xDrive verfügbar. Der 120d ist ab März 2015 mit einem Automatikgetriebe kombinierbar.
Für den 118d wird es seit Juli 2013 ebenfalls angeboten. Zudem sind ab November 2012 für den Dreitürer die Modelle 118i und 120d ebenfalls erhältlich. Später folgt auch noch der 114d mit einer schwächeren Variante des 116d-Motors. In der Modellpflege von 2015 wird aktuell kein 114d angeboten, somit beginnt die Kompaktklasse mit dem 116d mit 85 kW (116 PS) und erstmals mit 3-Zylinder-Dieselmotor.
Seit Juli 2016 wurde im 120i der B48-Motor eingesetzt, das Modell M135i durch den M140i mit B58-Motor abgelöst.

## Ökologische Aspekte
Unter dem Begriff BMW EfficientDynamics sind mehrere technische Neuerungen zusammengefasst, die weniger Kraftstoffverbrauch bei gleichzeitig gesteigerter Leistung bewirken. Zusätzlich hat der 1er einen Eco-Pro-Modus. Dabei wird ein verbrauchsgünstiger Fahrstil durch eine Anpassung der Antriebssteuerung und des Betriebes der Heizungs- und Klimaanlage, der Außenspiegelbeheizung und der Sitzheizung sowie Hinweise an den Fahrer über das Display in der Mitte der Cockpits (soweit vorhanden) unterstützt.
Die Ottomotoren arbeiten mit einer strahlgeführten Direkteinspritzung (High Precision Injection) und einem Twin-Scroll-Turbolader (TwinPower-Turbo) mit zwei Abgaseinströmöffnungen. Ab Juli 2018 wurden sie um einen Otto-Partikelfilter (OPF) ergänzt, um die Abgasnorm Euro 6d-TEMP zu erfüllen.
Die Dieselmodelle sind serienmäßig mit Partikelfilter versehen und ihr Turbolader hat verstellbare Leitschaufeln am Turbineneintritt (VTG-Lader).

## Technische Daten

### Ottomotoren
|                                                                 | 114i                            | 116i                            | 116i                            | 116i                            | 118i                            | 118i                            | 118i                            | 118i                            | 120i                            | 120i                            | 120i                            | 125i                            | 125i                            | 125i                            |
| --------------------------------------------------------------- | ------------------------------- | ------------------------------- | ------------------------------- | ------------------------------- | ------------------------------- | ------------------------------- | ------------------------------- | ------------------------------- | ------------------------------- | ------------------------------- | ------------------------------- | ------------------------------- | ------------------------------- | ------------------------------- |
| Bauzeitraum                                                     | 07/2012–01/2015                 | 01/2015–06/2018                 | 07/2018–06/2019                 | 09/2011–01/2015                 | 01/2015–06/2015                 | 07/2015–06/2018                 | 07/2018–06/2019                 | 06/2011–01/2015                 | 01/2015–08/2016                 | 08/2016–06/2018                 | 07/2018–06/2019                 | 03/2012–07/2016                 | 07/2016–06/2018                 | 07/2018–06/2019                 |
| Motor                                                           | Ottomotor                       | Ottomotor                       | Ottomotor                       | Ottomotor                       | Ottomotor                       | Ottomotor                       | Ottomotor                       | Ottomotor                       | Ottomotor                       | Ottomotor                       | Ottomotor                       | Ottomotor                       | Ottomotor                       | Ottomotor                       |
| Motorbauart                                                     | R4                              | R3                              | R3                              | R4                              | R4                              | R3                              | R3                              | R4                              | R4                              | R4                              | R4                              | R4                              | R4                              | R4                              |
| Gemischaufbereitung                                             | Direkteinspritzung              | Direkteinspritzung              | Direkteinspritzung              | Direkteinspritzung              | Direkteinspritzung              | Direkteinspritzung              | Direkteinspritzung              | Direkteinspritzung              | Direkteinspritzung              | Direkteinspritzung              | Direkteinspritzung              | Direkteinspritzung              | Direkteinspritzung              | Direkteinspritzung              |
| Aufladung                                                       | Twin-Scroll-Abgasturbolader TPT | Twin-Scroll-Abgasturbolader TPT | Twin-Scroll-Abgasturbolader TPT | Twin-Scroll-Abgasturbolader TPT | Twin-Scroll-Abgasturbolader TPT | Twin-Scroll-Abgasturbolader TPT | Twin-Scroll-Abgasturbolader TPT | Twin-Scroll-Abgasturbolader TPT | Twin-Scroll-Abgasturbolader TPT | Twin-Scroll-Abgasturbolader TPT | Twin-Scroll-Abgasturbolader TPT | Twin-Scroll-Abgasturbolader TPT | Twin-Scroll-Abgasturbolader TPT | Twin-Scroll-Abgasturbolader TPT |
| variable Ventilsteuerung                                        | Valvetronic                     | Valvetronic                     | Valvetronic                     | Valvetronic                     | Valvetronic                     | Valvetronic                     | Valvetronic                     | Valvetronic                     | Valvetronic                     | Valvetronic                     | Valvetronic                     | Valvetronic                     | Valvetronic                     | Valvetronic                     |
| Motortyp                                                        | N13B16K0                        | B38B15A                         | B38B15A                         | N13B16U0                        | N13B16U0                        | B38B15                          | B38B15                          | N13B16M0                        | N13B16M0                        | B48B20                          | B48B20                          | N20B20                          | B48B20                          | B48B20                          |
| Hubraum                                                         | 1598 cm³                        | 1499 cm³                        | 1499 cm³                        | 1598 cm³                        | 1598 cm³                        | 1499 cm³                        | 1499 cm³                        | 1598 cm³                        | 1598 cm³                        | 1998 cm³                        | 1998 cm³                        | 1997 cm³                        | 1998 cm³                        | 1998 cm³                        |
| max. Leistung bei 1/min                                         | 75 kW (102 PS)/ 4000–6450       | 80 kW (109 PS)/ 4500–6000       | 80 kW (109 PS)/ 4250            | 100 kW (136 PS)/ 4400–6450      | 100 kW (136 PS)/ 4400–6450      | 100 kW (136 PS)/ 4500–6000      | 100 kW (136 PS)/ 4400           | 125 kW (170 PS)/ 4800–6450      | 130 kW (177 PS)/ 4800–6450      | 135 kW (184 PS)/ 5000           | 135 kW (184 PS)/ 5000           | 160 kW (218 PS)/ 5000           | 165 kW (224 PS)/ 5200–6500      | 165 kW (224 PS)/ 5200–6500      |
| max. Drehmoment bei 1/min                                       | 180 Nm/ 1100–3900               | 180 Nm/ 1250–3900               | 180 Nm/ 1250–4250               | 220 Nm/ 1350–4300               | 220 Nm/ 1350–4300               | 220 Nm/ 1250–4000               | 220 Nm/ 1250–4300               | 250 Nm/ 1500–4500               | 250 Nm/ 1500–4500               | 290 Nm [270 Nm]/ 1350–4250      | 270 Nm/ 1350–4600               | 310 Nm/ 1350–4800               | 310 Nm/ 1400–5000               | 310 Nm/ 1400–5000               |
| Getriebe, serienmäßig                                           | 6-Gang-Schaltgetriebe           | 6-Gang-Schaltgetriebe           | 6-Gang-Schaltgetriebe           | 6-Gang-Schaltgetriebe           | 6-Gang-Schaltgetriebe           | 6-Gang-Schaltgetriebe           | 6-Gang-Schaltgetriebe           | 6-Gang-Schaltgetriebe           | 6-Gang-Schaltgetriebe           | 6-Gang-Schaltgetriebe           | 8-Stufen-Automatikgetriebe      | 6-Gang-Schaltgetriebe           | 8-Stufen-Automatikgetriebe      | 8-Stufen-Automatikgetriebe      |
| Getriebe, optional                                              | —                               | —                               | —                               | 8-Stufen-Automatikgetriebe      | 8-Stufen-Automatikgetriebe      | 8-Stufen-Automatikgetriebe      | 8-Stufen-Automatikgetriebe      | 8-Stufen-Automatikgetriebe      | 8-Stufen-Automatikgetriebe      | 8-Stufen-Automatikgetriebe      | —                               | 8-Stufen-Automatikgetriebe      | —                               | —                               |
| Antrieb, serienmäßig                                            | Hinterradantrieb                | Hinterradantrieb                | Hinterradantrieb                | Hinterradantrieb                | Hinterradantrieb                | Hinterradantrieb                | Hinterradantrieb                | Hinterradantrieb                | Hinterradantrieb                | Hinterradantrieb                | Hinterradantrieb                | Hinterradantrieb                | Hinterradantrieb                | Hinterradantrieb                |
| Antrieb, optional                                               | —                               | —                               | —                               | —                               | —                               | —                               | —                               | —                               | —                               | —                               | —                               | —                               | —                               | —                               |
| Beschleunigung, 0 bis 100 km/h in s                             | 11,2                            | 10,9                            | 10,9                            | 8,5 [8,7]                       | 8,5 [8,7]                       | 8,5 [8,7]                       | 8,5 [8,7]                       | 7,4 [7,2]                       | 7,4 [7,2]                       | 7,1 [7,1]                       | [7,1]                           | 6,4 [6,2]                       | [6,1]                           | [6,1]                           |
| Höchstgeschwindigkeit in km/h                                   | 195                             | 195                             | 195                             | 210 [210]                       | 210 [210]                       | 210 [210]                       | 210 [210]                       | 225 [222]                       | 225 [222]                       | 230 [225]                       | [225]                           | 245 [243]                       | [243]                           | [243]                           |
| Kraftstoffverbrauch nach ECE-Fahrzyklus, kombiniert in l/100 km | 5,5–5,7                         | 5,0–5,4                         | 5,9–6,0                         | 5,4–5,6 [5,6–5,8]               | 5,4–5,7 [5,6–5,9]               | 5,0–5,4 [4,8–5,2]               | 5,9–6,2 [5,6–5,9]               | 5,7–5,9 [5,6–5,8]               | 5,7–6,0 [5,6–5,9]               | 5,7-6,1 [5,5–5,9]               | [5,9–6,1]                       | 6,6–6,7 [6,3–6,5]               | [5,7–5,9]                       | [6,2–6,3]                       |
| CO2-Emission, kombiniert in g/km                                | 127–132                         | 116                             | 134–136                         | 125–131 [129–134]               | 125 [129]                       | 116–126 [112–122]               | 134–140 [128–135]               | 132–137 [129–134]               | 132 [129]                       | 131 [126]                       | [134–139]                       | 154 [148]                       | [130–134]                       | [140–144]                       |
| Abgasnorm nach EU-Klassifikation                                | Euro 6                          | Euro 6                          | Euro 6d-TEMP                    | Euro 5/6                        | Euro 6                          | Euro 6                          | Euro 6d-TEMP                    | Euro 5                          | Euro 6                          | Euro 6                          | Euro 6d-TEMP                    | Euro 5                          | Euro 6                          | Euro 6d-TEMP                    |

- Werte in eckigen Klammern [ ] gelten für Fahrzeuge mit Automatikgetriebe.
- Werte in runden Klammern ( ) gelten für die Variante mit xDrive.

### Ottomotoren der''M-Performance Automobile''
|                                                                 | M135i                           | M135i                           | M140i                           | M140i                           |
| --------------------------------------------------------------- | ------------------------------- | ------------------------------- | ------------------------------- | ------------------------------- |
| Bauzeitraum                                                     | 07/2012–01/2015                 | 01/2015–06/2016                 | 07/2016–06/2018                 | 07/2018–06/2019                 |
| Motor                                                           | Ottomotor                       | Ottomotor                       | Ottomotor                       | Ottomotor                       |
| Motorbauart                                                     | R6                              | R6                              | R6                              | R6                              |
| Gemischaufbereitung                                             | Direkteinspritzung              | Direkteinspritzung              | Direkteinspritzung              | Direkteinspritzung              |
| Aufladung                                                       | Twin-Scroll-Abgasturbolader TPT | Twin-Scroll-Abgasturbolader TPT | Twin-Scroll-Abgasturbolader TPT | Twin-Scroll-Abgasturbolader TPT |
| variable Ventilsteuerung                                        | Valvetronic                     | Valvetronic                     | Valvetronic                     | Valvetronic                     |
| Motortyp                                                        | N55B30                          | N55B30                          | B58B30                          | B58B30                          |
| Hubraum                                                         | 2979 cm³                        | 2979 cm³                        | 2998 cm³                        | 2998 cm³                        |
| max. Leistung bei 1/min                                         | 235 kW (320 PS)/ 5800–6400      | 240 kW (326 PS)/ 5800–6000      | 250 kW (340 PS)/ 5500           | 250 kW (340 PS)/ 5500           |
| max. Drehmoment bei 1/min                                       | 450 Nm/ 1300–4500               | 450 Nm/ 1300–4500               | 500 Nm/ 1520–4500               | 500 Nm/ 1520–4500               |
| Getriebe, serienmäßig                                           | 6-Gang-Schaltgetriebe           | 6-Gang-Schaltgetriebe           | 6-Gang-Schaltgetriebe           | 8-Stufen-Automatikgetriebe      |
| Getriebe, optional                                              | 8-Stufen-Automatikgetriebe      | 8-Stufen-Automatikgetriebe      | 8-Stufen-Automatikgetriebe      | –                               |
| Antrieb, serienmäßig                                            | Hinterradantrieb                | Hinterradantrieb                | Hinterradantrieb                | Hinterradantrieb                |
| Antrieb, optional                                               | Allradantrieb (1)               | Allradantrieb (1)               | Allradantrieb (1)               | Allradantrieb (1)               |
| Beschleunigung, 0 bis 100 km/h in s                             | 5,1 [4,9] ([4,7])               | 5,1 [4,9] ([4,7])               | 4,8 [4,6] ([4,4])               | [4,6] ([4,4])                   |
| Höchstgeschwindigkeit in km/h                                   | 250 [250]                       | 250 [250]                       | 250 [250]                       | 250 [250]                       |
| Kraftstoffverbrauch nach ECE-Fahrzyklus, kombiniert in l/100 km | 8,0 [7,5] ([7,8])               | 8,0 [7,5] ([7,8])               | 7,8 [7,1] ([7,4])               | [7,4] ([7,9–8,0])               |
| CO2-Emission, kombiniert in g/km                                | 188 [175] ([182])               | 188 [175] ([182])               | 179 [163] ([169])               | [168–169] ([180–183])           |
| Abgasnorm nach EU-Klassifikation                                | Euro 5                          | Euro 6                          | Euro 6                          | Euro 6d-TEMP                    |

### Dieselmotoren
|                                                                 | 114d D1                                               | 116d                                                  | 116d                                                  | 116d EfficientDynamics Edition                        | 116d                                                  | 118d                                                  | 118d                                                  | 118d                                                  | 120d                                                  | 120d                                                  | 120d                                                  | 125d                                                         | 125d                                                         | 125d                                                         |
| --------------------------------------------------------------- | ----------------------------------------------------- | ----------------------------------------------------- | ----------------------------------------------------- | ----------------------------------------------------- | ----------------------------------------------------- | ----------------------------------------------------- | ----------------------------------------------------- | ----------------------------------------------------- | ----------------------------------------------------- | ----------------------------------------------------- | ----------------------------------------------------- | ------------------------------------------------------------ | ------------------------------------------------------------ | ------------------------------------------------------------ |
| Bauzeitraum                                                     | 07/2012–06/2019                                       | 01/2015–06/2018                                       | 07/2018–06/2019                                       | 03/2012–01/2015                                       | 06/2011–01/2015                                       | 06/2011–01/2015                                       | 01/2015–06/2018                                       | 07/2018–06/2019                                       | 06/2011–01/2015                                       | 01/2015–06/2018                                       | 07/2018–06/2019                                       | 03/2012–01/2015                                              | 01/2015–06/2018                                              | 07/2018–06/2019                                              |
| Motor                                                           | Dieselmotor                                           | Dieselmotor                                           | Dieselmotor                                           | Dieselmotor                                           | Dieselmotor                                           | Dieselmotor                                           | Dieselmotor                                           | Dieselmotor                                           | Dieselmotor                                           | Dieselmotor                                           | Dieselmotor                                           | Dieselmotor                                                  | Dieselmotor                                                  | Dieselmotor                                                  |
| Zylinderanzahl                                                  | R4                                                    | R3                                                    | R3                                                    | R4                                                    | R4                                                    | R4                                                    | R4                                                    | R4                                                    | R4                                                    | R4                                                    | R4                                                    | R4                                                           | R4                                                           | R4                                                           |
| Gemischaufbereitung                                             | Common-Rail-Direkteinspritzung                        | Common-Rail-Direkteinspritzung                        | Common-Rail-Direkteinspritzung                        | Common-Rail-Direkteinspritzung                        | Common-Rail-Direkteinspritzung                        | Common-Rail-Direkteinspritzung                        | Common-Rail-Direkteinspritzung                        | Common-Rail-Direkteinspritzung                        | Common-Rail-Direkteinspritzung                        | Common-Rail-Direkteinspritzung                        | Common-Rail-Direkteinspritzung                        | Common-Rail-Direkteinspritzung                               | Common-Rail-Direkteinspritzung                               | Common-Rail-Direkteinspritzung                               |
| Aufladung                                                       | Abgasturbolader mit verstellbaren Leitschaufeln (VTG) | Abgasturbolader mit verstellbaren Leitschaufeln (VTG) | Abgasturbolader mit verstellbaren Leitschaufeln (VTG) | Abgasturbolader mit verstellbaren Leitschaufeln (VTG) | Abgasturbolader mit verstellbaren Leitschaufeln (VTG) | Abgasturbolader mit verstellbaren Leitschaufeln (VTG) | Abgasturbolader mit verstellbaren Leitschaufeln (VTG) | Abgasturbolader mit verstellbaren Leitschaufeln (VTG) | Abgasturbolader mit verstellbaren Leitschaufeln (VTG) | Abgasturbolader mit verstellbaren Leitschaufeln (VTG) | Abgasturbolader mit verstellbaren Leitschaufeln (VTG) | zweistufiger Abgasturbolader mit verstellbaren Leitschaufeln | zweistufiger Abgasturbolader mit verstellbaren Leitschaufeln | zweistufiger Abgasturbolader mit verstellbaren Leitschaufeln |
| Motortyp                                                        | N47D16                                                | B37D15                                                | B37D15A                                               | N47D16                                                | N47D20                                                | N47D20                                                | B47D20A                                               | B47D20A                                               | N47D20                                                | B47D20A                                               | B47D20A                                               | N47D20                                                       | B47D20B                                                      | B47D20B                                                      |
| Hubraum                                                         | 1598 cm³                                              | 1496 cm³                                              | 1496 cm³                                              | 1598 cm³                                              | 1995 cm³                                              | 1995 cm³                                              | 1995 cm³                                              | 1995 cm³                                              | 1995 cm³                                              | 1995 cm³                                              | 1995 cm³                                              | 1995 cm³                                                     | 1995 cm³                                                     | 1995 cm³                                                     |
| max. Leistung bei 1/min                                         | 70 kW (95 PS)/4000                                    | 85 kW (116 PS)/4000                                   | 85 kW (116 PS)/4000                                   | 85 kW (116 PS)/4000                                   | 85 kW (116 PS)/4000                                   | 105 kW (143 PS)/4000                                  | 110 kW (150 PS)/4000                                  | 110 kW (150 PS)/4000                                  | 135 kW (184 PS)/4000                                  | 140 kW (190 PS)/4000                                  | 140 kW (190 PS)/4000                                  | 160 kW (218 PS)/4400                                         | 165 kW (224 PS)/4400                                         | 165 kW (224 PS)/4400                                         |
| max. Drehmoment bei 1/min                                       | 235 Nm/ 1500–2750                                     | 270 Nm/ 1750–2250                                     | 270 Nm/ 1750–2250                                     | 260 Nm/ 1750–2500                                     | 260 Nm/ 1750–2500                                     | 320 Nm/ 1750–2500                                     | 320 Nm/ 1500–3000                                     | 320 Nm/ 1500–3000                                     | 380 Nm/ 1750–2750                                     | 400 Nm/ 1750–2500                                     | 400 Nm/ 1750–2500                                     | 450 Nm/ 1500–2500                                            | 450 Nm/ 1500–3000                                            | 450 Nm/ 1500–3000                                            |
| Getriebe, serienmäßig                                           | 6-Gang-Schaltgetriebe                                 | 6-Gang-Schaltgetriebe                                 | 6-Gang-Schaltgetriebe                                 | 6-Gang-Schaltgetriebe                                 | 6-Gang-Schaltgetriebe                                 | 6-Gang-Schaltgetriebe                                 | 6-Gang-Schaltgetriebe                                 | 6-Gang-Schaltgetriebe                                 | 6-Gang-Schaltgetriebe                                 | 6-Gang-Schaltgetriebe                                 | 6-Gang-Schaltgetriebe                                 | 6-Gang-Schaltgetriebe                                        | 8-Stufen-Automatikgetriebe                                   | 8-Stufen-Automatikgetriebe                                   |
| Getriebe, optional                                              | —                                                     | 8-Stufen-Automatikgetriebe                            | 8-Stufen-Automatikgetriebe                            | —                                                     | 8-Stufen-Automatikgetriebe                            | 8-Stufen-Automatikgetriebe                            | 8-Stufen-Automatikgetriebe                            | 8-Stufen-Automatikgetriebe                            | 8-Stufen-Automatikgetriebe                            | 8-Stufen-Automatikgetriebe                            | 8-Stufen-Automatikgetriebe                            | 8-Stufen-Automatikgetriebe                                   | —                                                            | —                                                            |
| Antrieb, serienmäßig                                            | Hinterradantrieb                                      | Hinterradantrieb                                      | Hinterradantrieb                                      | Hinterradantrieb                                      | Hinterradantrieb                                      | Hinterradantrieb                                      | Hinterradantrieb                                      | Hinterradantrieb                                      | Hinterradantrieb                                      | Hinterradantrieb                                      | Hinterradantrieb                                      | Hinterradantrieb                                             | Hinterradantrieb                                             | Hinterradantrieb                                             |
| Antrieb, optional                                               | —                                                     | —                                                     | —                                                     | —                                                     | —                                                     | Allradantrieb (1)                                     | Allradantrieb (1)                                     | Allradantrieb (1)                                     | Allradantrieb (1)                                     | Allradantrieb (2)                                     | Allradantrieb (2)                                     | —                                                            | —                                                            | —                                                            |
| Beschleunigung, 0 bis 100 km/h in s                             | 12,2                                                  | 10,3 [10,3]                                           | 10,5 [10,5]                                           | 10,5                                                  | 10,3 [10,3]                                           | 8,9 [8,6] (8,9)                                       | 8,3 [8,1] (8,4)                                       | 8,4 [8,2] (8,2–8,5)                                   | 7,2 [7,1] (7,2)                                       | 7,1 [7,0] (6,8)                                       | 7,2 [7,1] (6,9)                                       | 6,5 [6,3]                                                    | [6,3]                                                        | [6,4]                                                        |
| Höchstgeschwindigkeit in km/h                                   | 185                                                   | 200 [200]                                             | 200 [200]                                             | 195                                                   | 200 [200]                                             | 212 [212] (210)                                       | 212 [212] (210)                                       | 212 [212] (210–212)                                   | 228 [228] (225)                                       | 228 [228] (222)                                       | 228 [228] (222)                                       | 240 [240]                                                    | [240]                                                        | [240]                                                        |
| Kraftstoffverbrauch nach ECE-Fahrzyklus, kombiniert in l/100 km | 4,1–4,3                                               | 3,7–4,1 [3,6–4,1]                                     | 5,3 [5,6]                                             | 3,8                                                   | 4,1–4,3 [4,1–4,4]                                     | 4,1–4,4 [4,2–4,4] (4,6–4,8)                           | 4,0–4,3 [3,8–4,2] (4,3–4,7)                           | 4,4–4,6 [4,4–4,5] (5,1–5,2)                           | 4,3–4,5 [4,2–4,4] (4,7–4,8)                           | 4,1–4,5 [3,9–4,3] (4,3–4,7)                           | 5,6 [6,0] (5,6)                                       | 4,9 [4,7]                                                    | [4,3–4,6]                                                    | [5,9]                                                        |
| CO2-Emission, kombiniert in g/km                                | 109–112                                               | 97 [96]                                               | 139 [148]                                             | 99                                                    | 109–114 [109–115]                                     | 109–115 [110–116] (121–126)                           | 104 [99] (113)                                        | 115–120 [115–118] (135–138)                           | 114–119 [110–116] (123–126)                           | 108 [103] (113)                                       | 147 [157] (147)                                       | 128 [124]                                                    | [159]                                                        | [155]                                                        |
| Abgasnorm nach EU-Klassifikation                                | Euro 5                                                | Euro 6                                                | Euro 6c                                               | Euro 5                                                | Euro 5                                                | Euro 5                                                | Euro 6                                                | Euro 6d-TEMP-EVAP, mit xDrive: Euro 6c                | Euro 5 D2                                             | Euro 6                                                | Euro 6d-TEMP, Steptronic oder xDrive: Euro 6c         | Euro 5                                                       | Euro 6                                                       | Euro 6c                                                      |

- Werte in eckigen Klammern [ ] gelten für Fahrzeuge mit Automatikgetriebe.
- Werte in runden Klammern ( )  gelten für die Variante mit xDrive.